# Ekibastuz
Ekibastuz (tiếng Kazakh: Екібастұз / Ekibastuz, tiếng Nga: Экибастуз) là thành phố ở tỉnh Pavlodar, đông bắc Kazakhstan. Tính đến  năm 2007 thành phố có dân số 141.000 người. Thành phố có sân bay Ekibastuz.